# Sigurd Eriksen
Sigurd Eriksen (1884 – 1976) var en norsk maler.
Han blev født i København som bror til Bjarne Eriksen, som også var maler. Han studerede under Kristian Zahrtmann i 1904 og 1905, og malede impressionistisk. Han har to værker i Nasjonalgalleriet.